# عودة الدورة الدموية التلقائية
عودة الدورة الدموية التلقائية (بالإنجليزية: Return of spontaneous circulation)‏ وتُختصر ROSC هي استئناف نشاط القلب المرتبط بجهد تنفسي بعد توقف القلب. تشمل علامات التنفس، والسعال، أو الحركة والنبض الواضح أو بالإمكان قياس ضغط الدم. يزيد الإنعاش القلبي الرئوي وإزالة الرجفان من فرص حدوث عودة الدورة الدموية التلقائية.
يُعتبر عودة الدورة الدموية أمرًا جيدًا ومؤشرًا إيجابيًا على المدى القصير، لكن لا يُعتبر في مؤشرًا على نتيجة إيجابية على المدى المتوسط أو الطويل. مات العديد من المرضى بعد فترة وجيزة من عودة الدورة الدموية.
متلازمة لازاروس أو الإنعاش الذاتي بعد فشل الإنعاش القلبي الرئوي هو عودة تلقائية للدورة الدموية بعد توقف محاولات الإنعاش لدى شخص مصاب بالسكتة القلبية. لذلك يُوصى بالرصد السلبي لمدة 10 دقائق بعد توقف محاولات الإنعاش.